# Новозадонский
Новозадонский — хутор в Лискинском районе Воронежской области.
Входит в состав Бодеевского сельского поселения.

## География

### Улицы
- ул. Вьюновка
- ул. Ковалевка
- ул. Центральная

## История
Осенью 1920 года сход села Селявное (в настоящее время село 2-е Селявное Лискинского района Воронежской области) решил переселить на земли за Доном, принадлежавшие общине села Селявное несколько хозяйств, так как уже в самом селе земель для проживания и обработки не хватало. Зимой часть селян перебралась на другую сторону Дона, перевезя вещи и срубы. Осенью 1921 года уже были засеяны первые поля нового образованного хутора Ново-Задонск.